# 蒲察叉察
蒲察叉察或作蒲察义察（12世纪?—1161年），蒲察阿虎迭和庆宜公主之女，金海陵王完颜亮外甥女、姬侍。
生年没有记载。蒲察叉察出生之后，养于外祖父完顏宗幹家中。母亲庆宜公主是完颜亮的姐姐。最初，她嫁给宗室完颜特里。天德二年（1150年），丈夫特里及其家族因兄长完颜秉德的原因被皇帝完颜亮诛杀。蒲察叉察应当连坐，太后派完颜亮异母弟完颜兖向他求情，获得赦免。完颜亮对太后表示欲纳她为妾。太后说：“是儿始生，先帝亲抱至吾家养之，至于成人。帝虽舅，犹父也，不可。”于是，蒲察叉察再嫁宗至安达海之子乙刺补。而她的妯娌高氏则正式成为完颜亮的妃嫔。
叉察再婚后，完颜亮数次派人暗示乙刺补出妻，终于纳蒲察叉察。蒲察叉察与完颜守诚曾有奸情。旧事被完颜亮知晓后，完颜亮杀了完颜守诚。太后为蒲察叉察求情，获得释放。她的家奴上告叉察“语涉不道”。完颜亮亲自审问，责备叉察道：“汝以守诚死詈我邪？”（你是因为守诚的死而责骂我吗？）于是杀了蒲察叉察，时在正隆六年（1161年）正月辛丑。

## 备注
1. ↑  时间当在完颜宗干逝世的1141年之前.
2. ↑  庆宜公主生母无记载，完颜亮生母大氏有子女四人，无史料显示两人为同母所出。
3. 1 2  《金史·列传第一·后妃上》所称“太后”当是完颜亮的嫡母徒单氏或生母大氏。从上下文和大氏逝世的时间上推断，太后应是徒单氏。